# James Moore (szermierz)
James Moore (ur. 30 sierpnia 1890 w Detroit, zm. 28 października 1971 w Wilmington) – szermierz, szpadzista reprezentujący USA, uczestnik letnich igrzysk olimpijskich w Sztokholmie w 1912 roku.
Absolwent Uniwersytetu Harvarda na wydziale Harvard Law School. 